# Communes de la province de Foggia
Pour les articles homonymes, voir Foggia (homonymie).
- Haut – A
- B
- C
- D
- E
- F
- G
- H
- I
- J
- K
- L
- M
- N
- O
- P
- Q
- R
- S
- T
- U
- V
- W
- X
- Y
- Z

## A
- Accadia
- Alberona
- Anzano di Puglia
- Apricena
- Ascoli Satriano

## B
- Biccari
- Bovino

## C
- Cagnano Varano
- Candela
- Carapelle
- Carlantino
- Carpino
- Casalnuovo Monterotaro
- Casalvecchio di Puglia
- Castelluccio Valmaggiore
- Castelluccio dei Sauri
- Castelnuovo della Daunia
- Celenza Valfortore
- Celle di San Vito
- Cerignola
- Chieuti

## D
- Deliceto

## F
- Faeto
- Foggia

## I
- Ischitella
- Isole Tremiti

## L
- Lesina
- Lucera

## M
- Manfredonia
- Mattinata
- Monte Sant'Angelo
- Monteleone di Puglia
- Motta Montecorvino

## O
- Ordona
- Orsara di Puglia
- Orta Nova

## P
- Panni
- Peschici
- Pietramontecorvino
- Poggio Imperiale

## R
- Rignano Garganico
- Rocchetta Sant'Antonio
- Rodi Garganico
- Roseto Valfortore

## S
- San Giovanni Rotondo
- San Marco in Lamis
- San Marco la Catola
- San Nicandro Garganico
- San Paolo di Civitate
- San Severo
- Sant'Agata di Puglia
- Serracapriola
- Stornara
- Stornarella

## T
- Torremaggiore
- Troia

## V
- Vico del Gargano
- Vieste
- Volturara Appula
- Volturino

## Z
- Zapponeta